# Bogdan Prach
Bogdan Prach (ur. 23 sierpnia 1960 w Lesku) – polski ksiądz greckokatolicki związany z Ukrainą, doktor nauk historycznych, od 2013 rektor Ukraińskiego Uniwersytetu Katolickiego.
Ukończył seminarium duchowne w Lublinie w 1985 (wyświęcony 7 lipca 1985). Pełnił posługę w różnych parafiach greckokatolickich w okolicach Gorlic, później w greckokatolickich parafiach w USA. W latach 1990–1997 dziekan w Jarosławiu.
Na Katolickim Uniwersytecie Lubelskim w 1990 zdobył licencjat z historii Kościoła, następnie w 1994 obronił doktorat z historii na Uniwersytecie Marii Curie-Skłodowskiej w Lublinie (praca „Apostolska Administracja Łemkowszczyzny, 1934–1947”).
W 1997 roku został rektorem greckokatolickiego seminarium duchownego we Lwowie, w 2009 zostając jego prorektorem. Od 2013 do 2023 roku pełnił funkcję Ukraińskiego Katolickiego Uniwersytetu we Lwowie. 20 listopada 2015 roku uzyskał habilitację na Wolnym Uniwersytecie Ukraińskim w Monachium.